# Mỹ Thạnh (phường)
Mỹ Thạnh là một phường thuộc thành phố Long Xuyên, tỉnh An Giang, Việt Nam.

## Địa lý
Phường Mỹ Thạnh nằm ở cửa ngõ phía nam thành phố Long Xuyên, có vị trí địa lý:
- Phía đông giáp huyện Chợ Mới và tỉnh Đồng Tháp qua sông Hậu
- Phía tây giáp huyện Thoại Sơn
- Phía nam giáp thành phố Cần Thơ
- Phía bắc giáp phường Mỹ Thới.

Phường có diện tích 15,47 km², dân số năm 2019 là 26.100 người, mật độ dân số đạt 1687 người/km².

## Hành chính
Phường Mỹ Thạnh được chia thành 9 khóm: Đông Thạnh, Đông Thạnh A, Đông Thạnh B, Thới An, Thới An A, Thới Hòa, Thới Thạnh, Hòa Thạnh và Hưng Thạnh.

## Hình ảnh

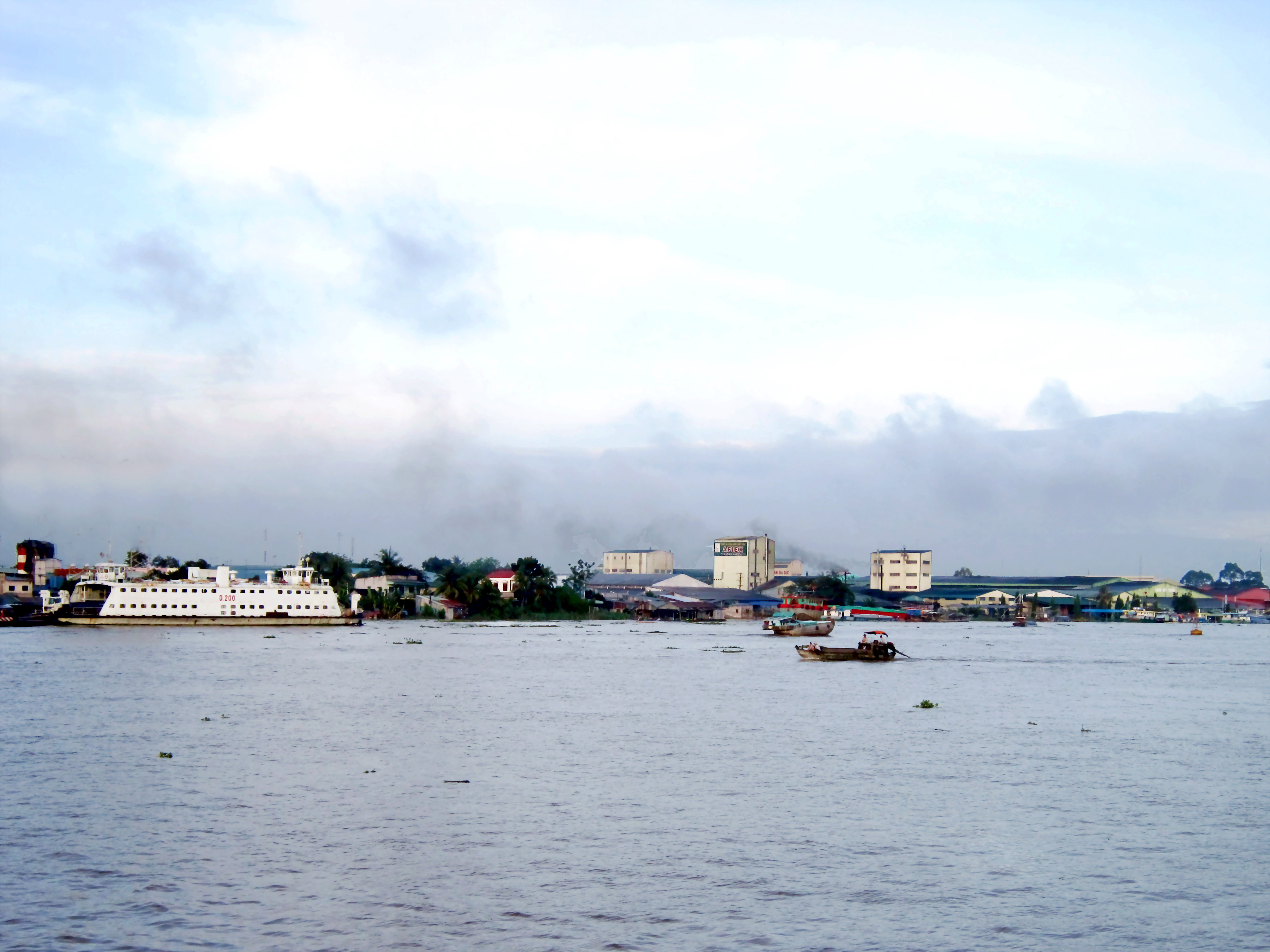
Một phần của Mỹ Thạnh nằm bên bờ sông Hậu [4].
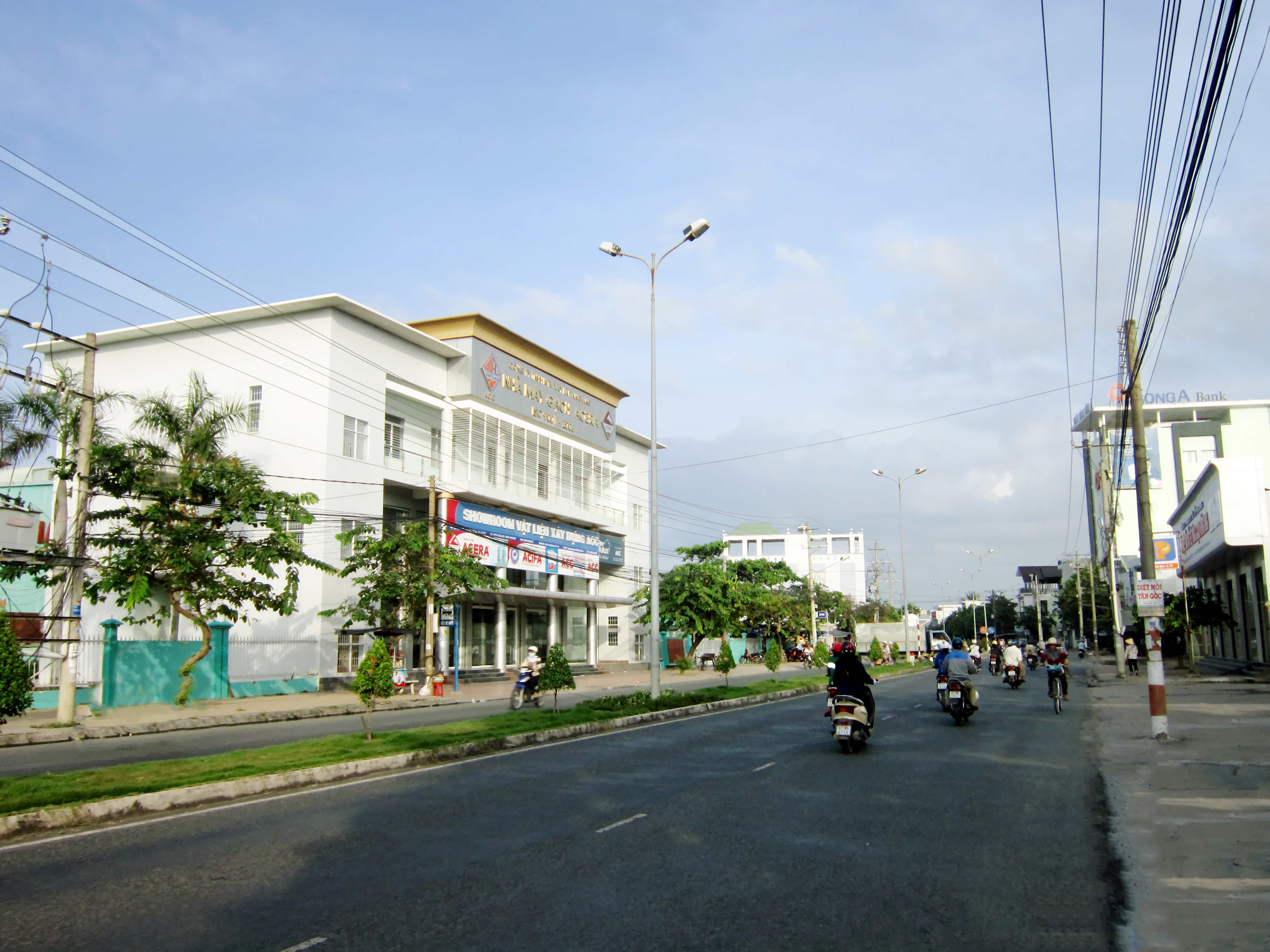
Bên phải ảnh là một nhà máy sản xuất gạch men cao cấp ở Mỹ Thạnh.
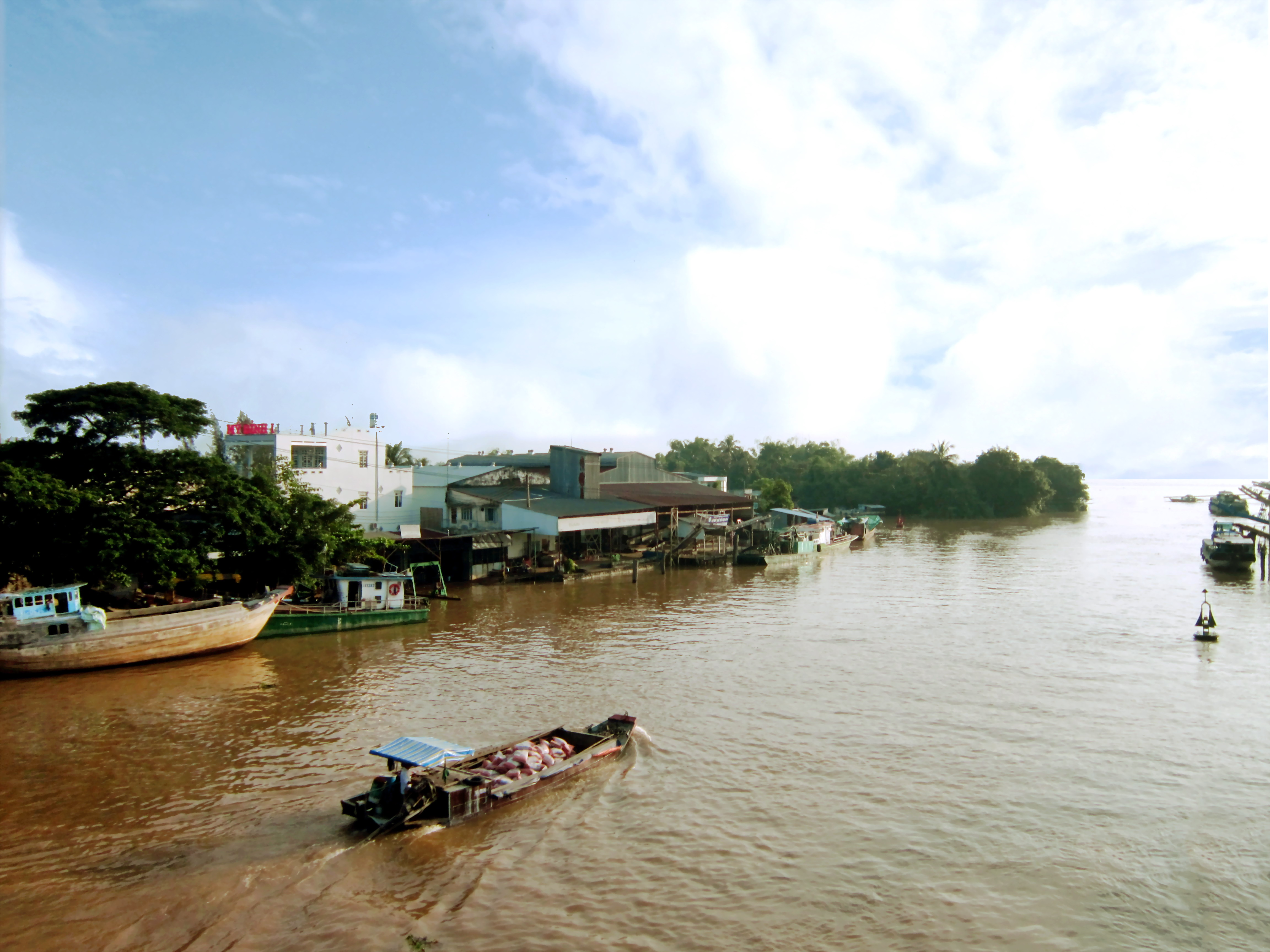
Vàm rạch Cái Sắn ở Mỹ Thạnh
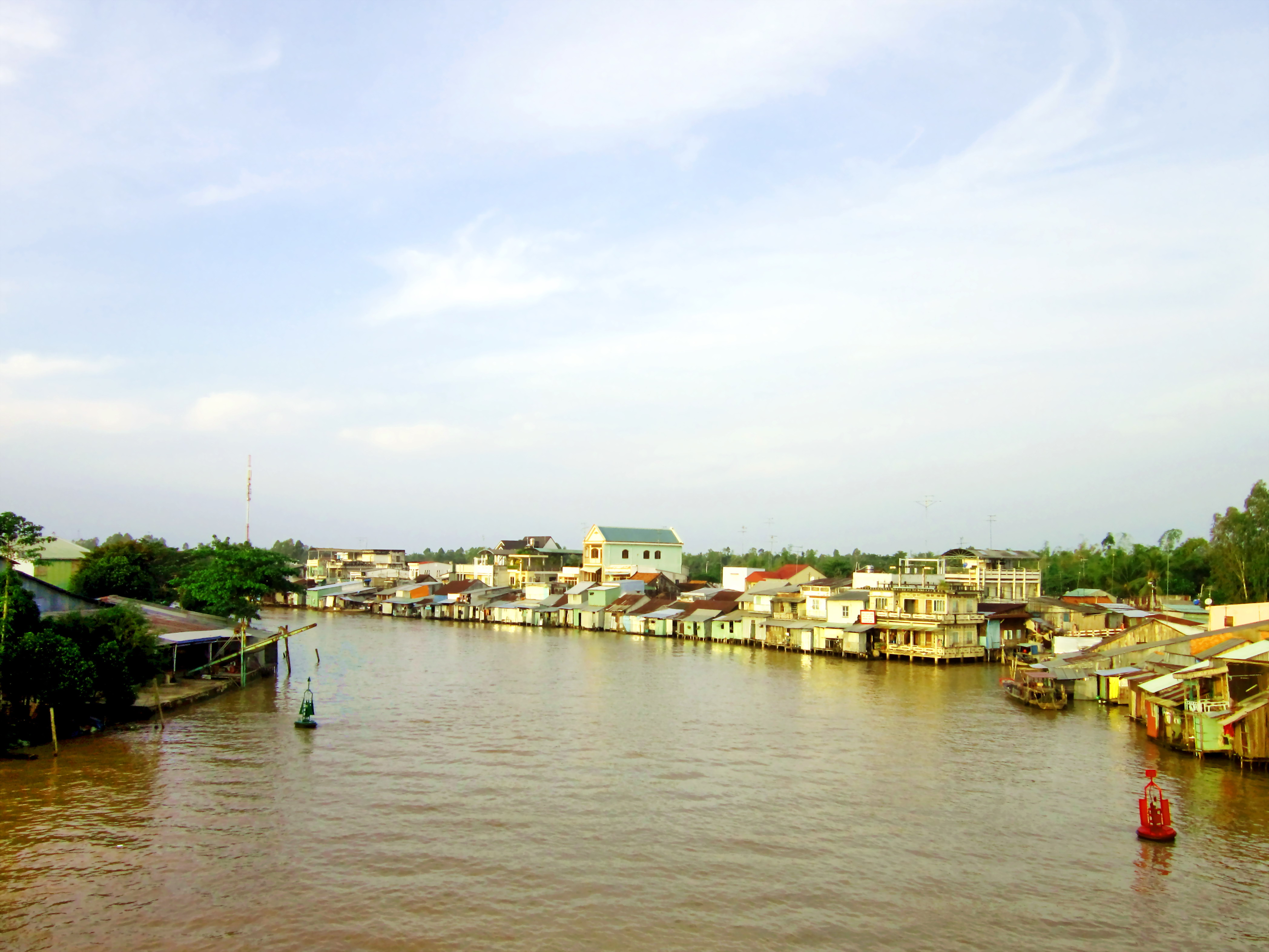
Nhà ven rạch Cái Sắn ở Mỹ Thạnh.
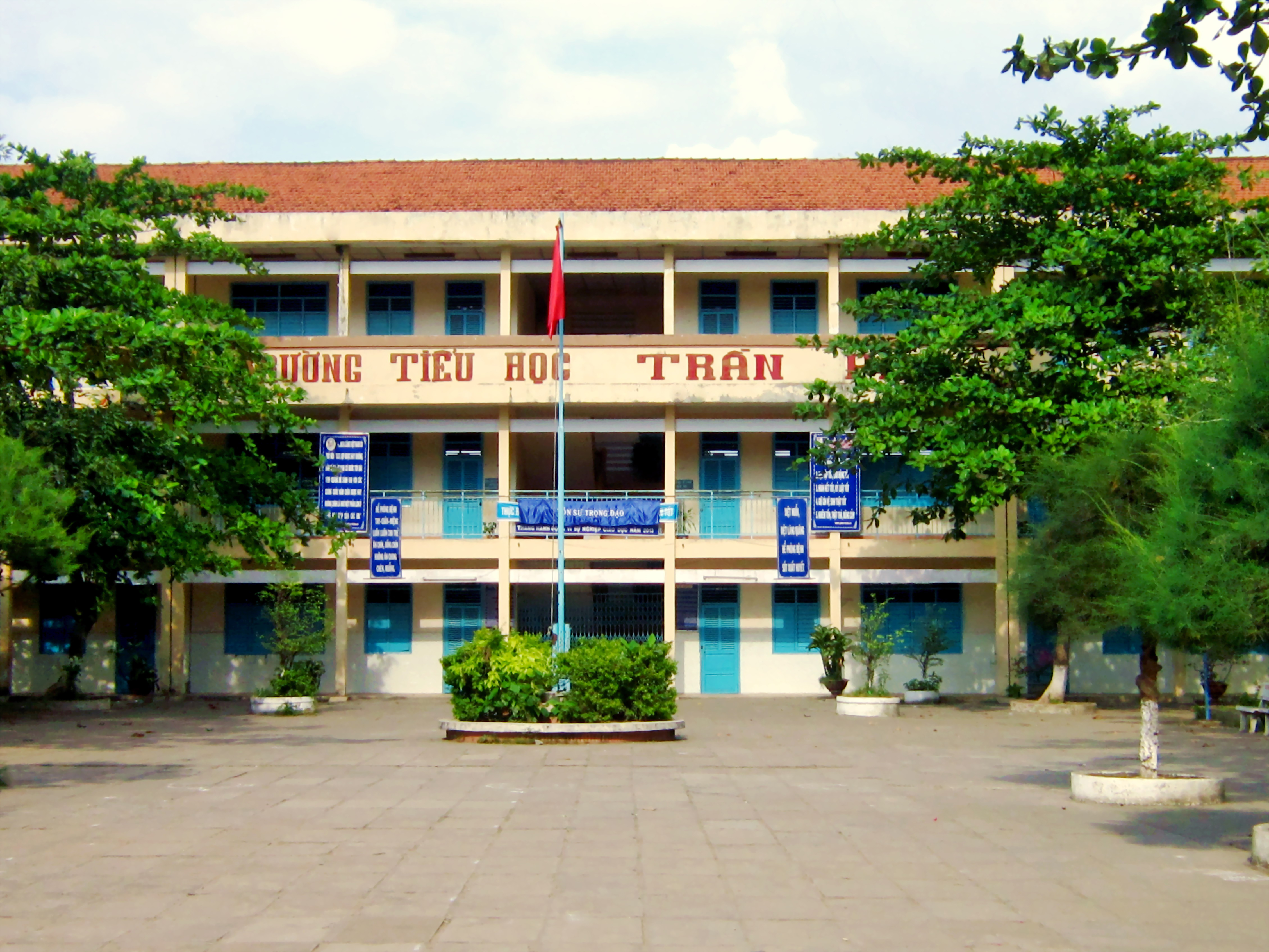
Trường Tiểu học Trần Phú ở Mỹ Thạnh.
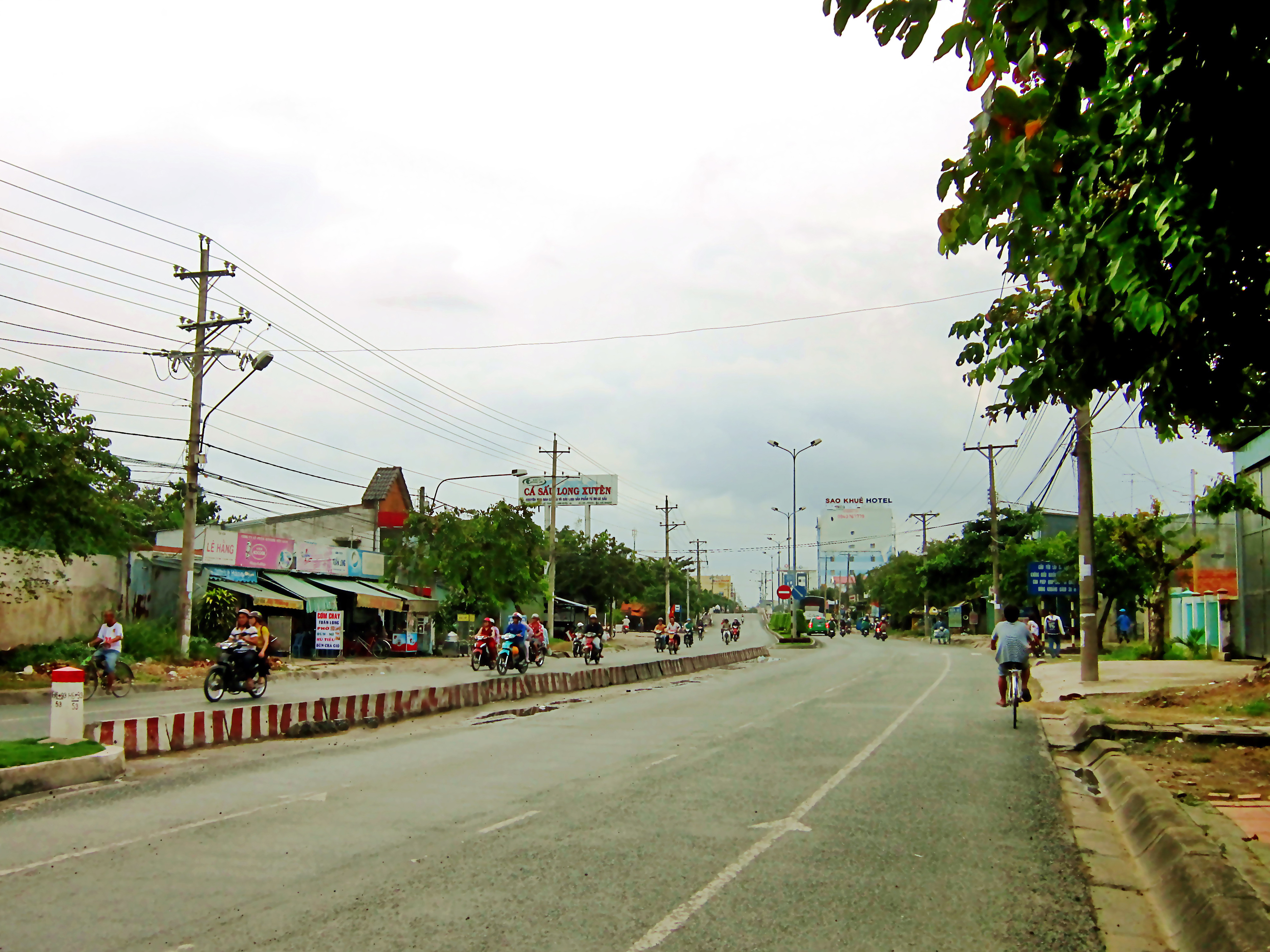
Quốc lộ 91 đoạn gần cầu Cái Dung thuộc phường Mỹ Thạnh